# Łochwica
Łochwica (ukr. Лохвиця, Łochwycia) – miasto na Ukrainie, w obwodzie połtawskim, w rejonu mirhorodzkim, siedziba hromady. Ośrodek przemysłu spożywczego.

## Historia

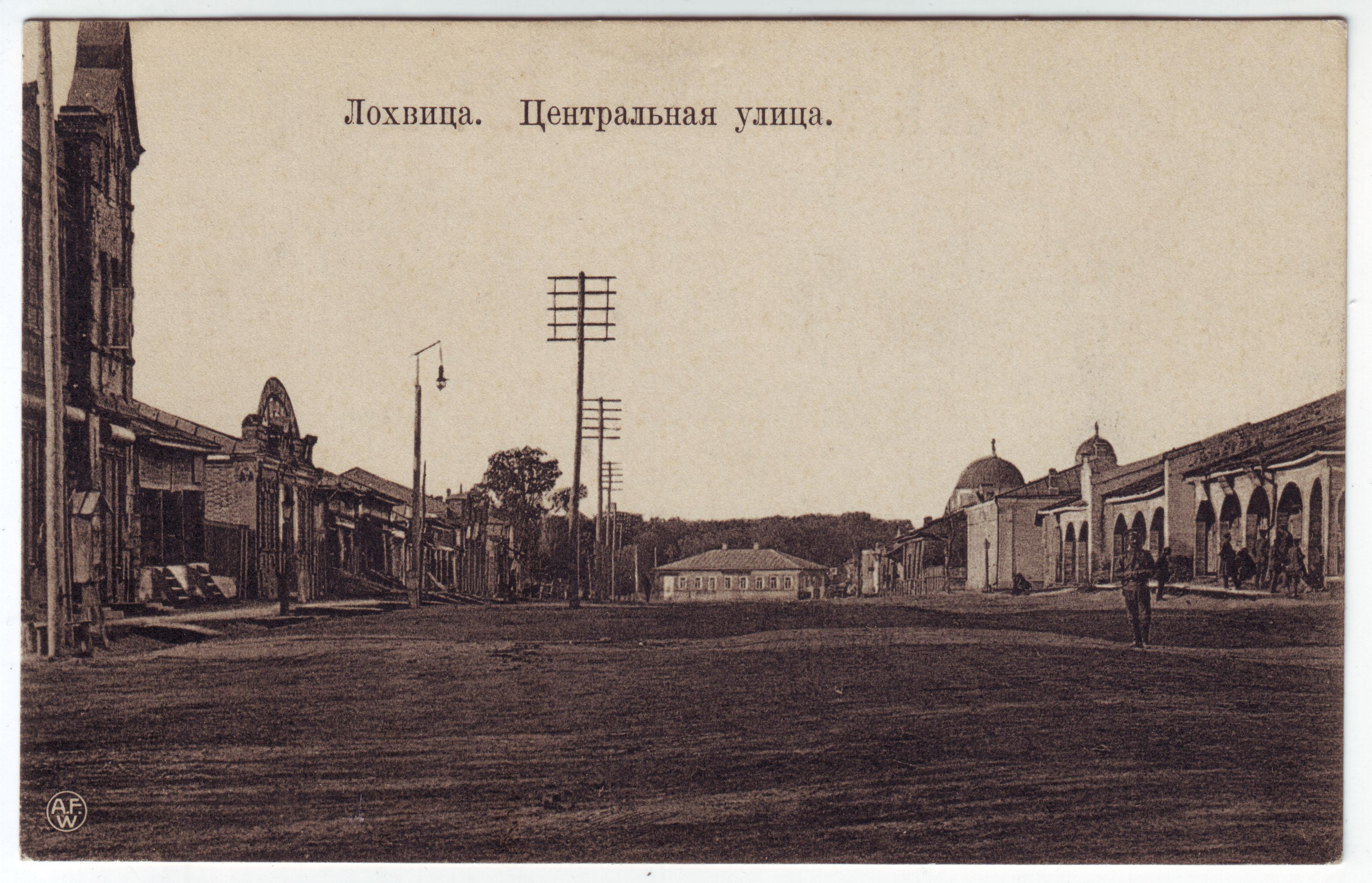
Łochwica na pocz. XX w.

Najstarsza zachowana wzmianka o Łochwicy pochodzi z 1320 r.
Łochwica przynależała do województwa kijowskiego w granicach Litwy, a następnie Polski. Była częścią posiadłości Wiśniowieckich na Ukrainie Lewobrzeżnej. Za panowania Wazów w 1644 otrzymała prawa miejskie. W 1667 została utracona na rzecz Rosji. W 1709 zajęta przez Szwedów.
W 1897 r. liczyła 8911 mieszkańców.
W czasie II wojny światowej znajdował się tu obóz jeniecki dla Ormian. W 1942 spośród jeńców sformowane tu zostały Armeńskie Bataliony Polowe: I/125, I/198, II/9.
Podczas okupacji hitlerowskiej, w październiku 1941 roku Niemcy utworzyli getto dla żydowskich mieszkańców. Przebywało w nim około 700 osób. 12 maja 1942 roku Niemcy zlikwidowali getto, a Żydów zamordowali koło wsi Blagodarovka. 
W 1989 r. Łochwica liczyła 13 549 mieszkańców.
W 2013 r. liczyła 11 863 mieszkańców.
W latach 1923-2020 siedziba rejonu łochwickiego.

## Zabytki
- Cerkiew Zwiastowania z 1800 r.
- Gmach szkoły medycznej
- Budynek Muzeum Krajoznawczego

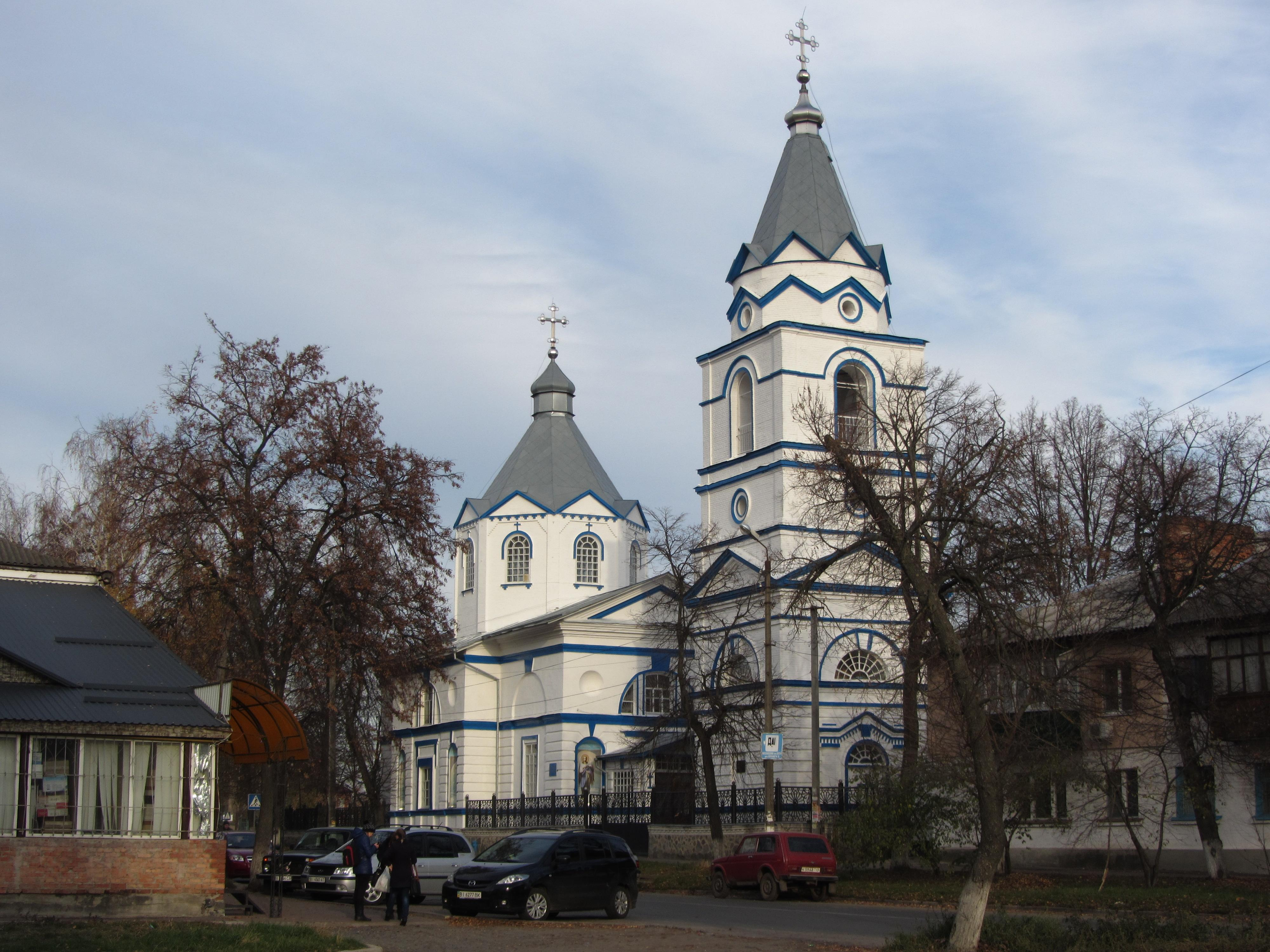
Cerkiew Zwiastowania
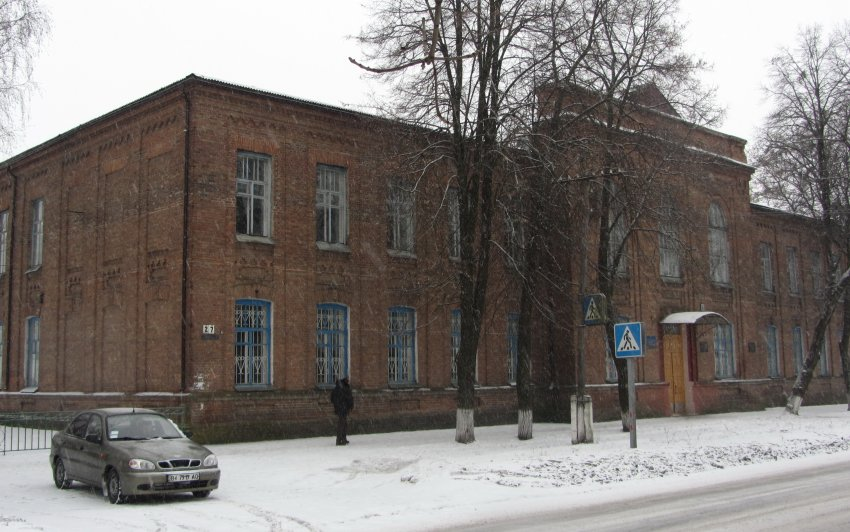
Szkoła medyczna
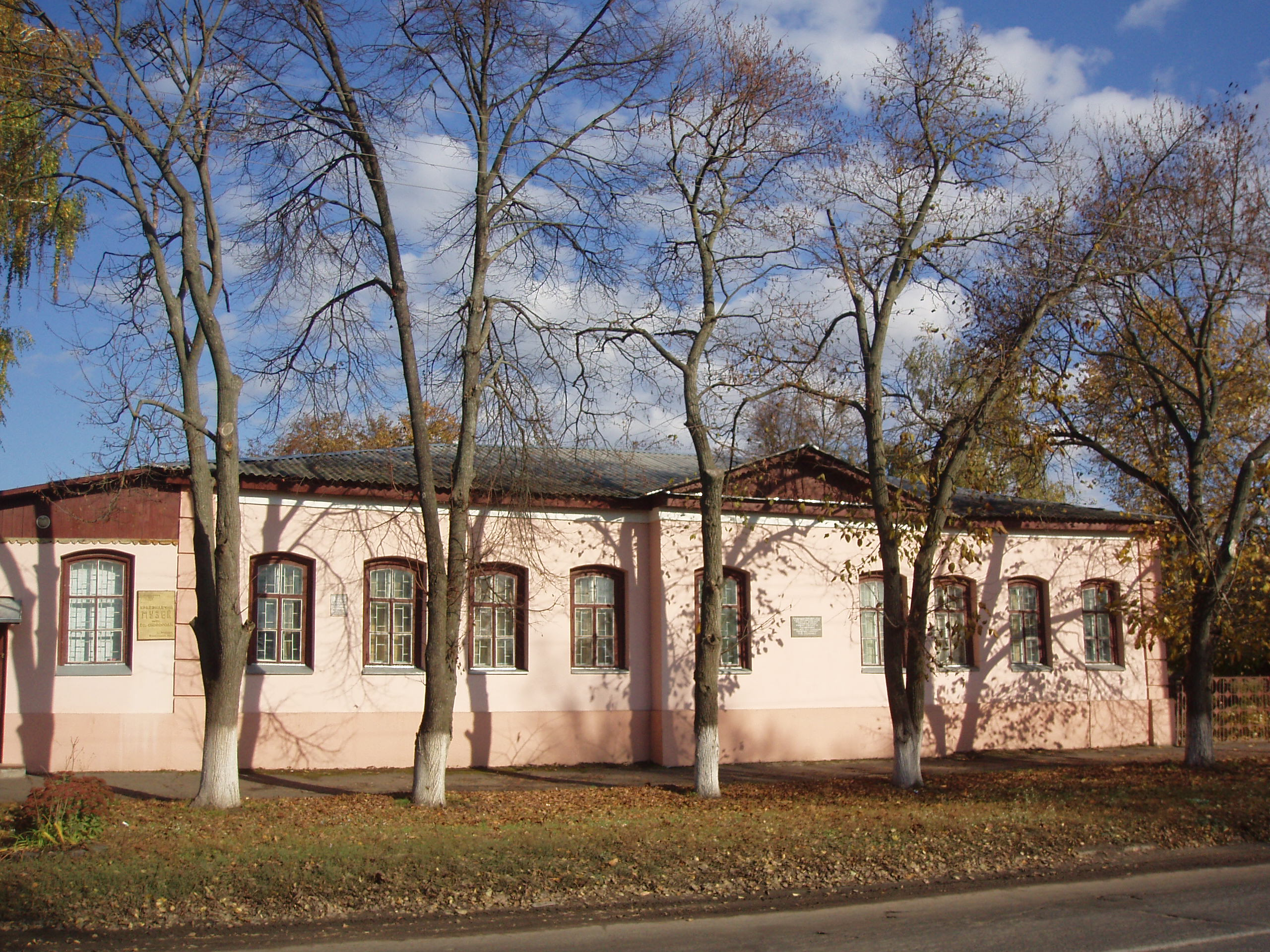
Muzeum Krajoznawcze